# 2018-as Türkvíziós Dalfesztivál
A 2018-as Türkvíziós Dalfesztivál lesz a negyedik Türkvíziós Dalfesztivál, melyet 2018 októberében rendeznek Törökországban, azonban a pontos helyszín még nem ismert. A dalfesztivál két év kihagyás után tér vissza. A legutóbbi, 2015-ös verseny a kirgiz Jiydeş İdirisova győzelmével zárult, aki a Kim bilet című dalát adta elő Isztambulban. A verseny az Eurovíziós Dalfesztiválhoz hasonló, annyi eltéréssel, hogy itt azok az országok, régiók és népcsoportok vesznek részt, ahol nagy számban beszélik valamelyik török nyelvet, vagy ahol számottevő a török népesség.

## A helyszín és a verseny
Bár a verseny pontos helyszíne még nem ismert, 2018. május 16-án hivatalossá vált, hogy a dalfesztiválnak sorozatban másodjára, összesen pedig harmadjára Törökország ad otthont.

## A résztvevők
Az albán Eneda Tarifa az első énekes a verseny történetében, aki korábban az Eurovíziós Dalfesztiválon is szerepelt: 2016-ban a második elődöntőben tizenhatodik helyen végzett Fairytale című dalával.

## A szavazás

### Zsűri
A zsűri megerősített tagjai a következők:
| - Avni Qahili - Danijel Stojadinović - Iszmail Matev - Gunesh - Petr Petkoviç - German Tanbajev - Ine van Huet | - Nadja Hagyijeva - Gülnur Satılganova - Seyran Mambetov - Jelena Grincsik - Andrej Volkov - Sedat Azizoğlu - Ivan Kain | - Leus Ljubics - Elena Efron - Arslanbek Sultanbekov - Niyazov Bazimmuḩammad - Davletşin Damir Gusmanoviç - Nadezsda Malenkova - Kenan Çelik |

## Megerősített résztvevők
| # | Ország              | Nyelv  | Előadó                                                           | Dal     | Magyar fordítás | Helyezés | Pontszám |
| - | ------------------- | ------ | ---------------------------------------------------------------- | ------- | --------------- | -------- | -------- |
|   | Albánia             |        | Eneda Tarifa                                                     |         |                 |          |          |
|   | Altaj köztársaság   |        |                                                                  |         |                 |          |          |
|   | Ausztria            |        | Elvira Michieva                                                  |         |                 |          |          |
|   | Azerbajdzsán        |        | Aydan İlahzadə                                                   |         |                 |          |          |
|   | Baskíria            |        | Ziliә Bәxtieva                                                   |         |                 |          |          |
|   | Belgium             |        |                                                                  |         |                 |          |          |
|   | Bosznia-Hercegovina |        | Dženan Jahić                                                     |         |                 |          |          |
|   | Bulgária            |        | Bamze                                                            |         |                 |          |          |
|   | Csuvasföld          |        |                                                                  |         |                 |          |          |
|   | Dagesztán–Kumikok   |        |                                                                  |         |                 |          |          |
|   | Észak-Ciprus        |        |                                                                  |         |                 |          |          |
|   | Fehéroroszország    |        | Svetlana Agarval                                                 |         |                 |          |          |
|   | Gagauzia            | gagauz | Yulia Arnaut                                                     | Kemençä | Hegedű          |          |          |
|   | Görögország         |        | Alperen Hacı İbrahim, Nuriye Cambaz, Gönen Molla és Toğanç Osman |         |                 |          |          |
|   | Grúzia              |        | Milan Szavics                                                    |         |                 |          |          |
|   | Hakaszföld          |        | Olga Vasziljeva és Szajana Karacsova                             |         |                 |          |          |
|   | Hollandia           |        | Elcan                                                            |         |                 |          |          |
|   | Irán                |        |                                                                  |         |                 |          |          |
|   | Hszincsiang         |        |                                                                  |         |                 |          |          |
|   | Karacsáj–Balkár[a]  |        | Arisz Appajev                                                    |         |                 |          |          |
|   | Kazahsztán          |        | Serik Gamza-zade                                                 |         |                 |          |          |
|   | Kirgizisztán        |        |                                                                  |         |                 |          |          |
|   | Koszovó             |        |                                                                  |         |                 |          |          |
|   | Krím                |        | Alseda Seydaliyeva                                               |         |                 |          |          |
|   | Lengyelország       |        | Olga Shimanskaya                                                 |         |                 |          |          |
|   | Lettország          |        | Oksana Bilera                                                    |         |                 |          |          |
|   | Macedónia           |        | Suleyman Saidov                                                  |         |                 |          |          |
|   | Magyarország        |        |                                                                  |         |                 |          |          |
|   | Moldova             |        | Polina Stefoglo                                                  |         |                 |          |          |
|   | Németország         |        | Seyran                                                           |         |                 |          |          |
|   | Oroszország         |        | AIDA                                                             |         |                 |          |          |
|   | Románia             |        |                                                                  |         |                 |          |          |
|   | Svédország          |        | Arghavan                                                         |         |                 |          |          |
|   | Szandzsák           |        |                                                                  |         |                 |          |          |
|   | Szíria              |        |                                                                  |         |                 |          |          |
|   | Sztavropol–Nogajok  |        | İslam Satırov                                                    |         |                 |          |          |
|   | Tádzsikisztán       |        | Tahmina Niyazova                                                 |         |                 |          |          |
|   | Tatárföld           |        | Yamle                                                            |         |                 |          |          |
|   | Törökország         |        |                                                                  |         |                 |          |          |
|   | Tuva                |        |                                                                  |         |                 |          |          |
|   | Türkmenisztán       |        |                                                                  |         |                 |          |          |
|   | Ukrajna             |        | Natalija Papazohlu                                               |         |                 |          |          |
|   | Üzbegisztán         |        |                                                                  |         |                 |          |          |

1.↑ a: Kabard- és Balkárföld, illetve Karacsáj- és Cserkeszföld minden évben közös indulót nevez a versenyre.

## Térkép

Részt vevő országok, régiók
Országok, régiók, melyek korábban részt vettek, de ebben az évben nem

## Külső hivatkozások
- A verseny hivatalos oldala